# Javoří (Maletín)
Javoří (německy Ohrnes, dříve též Javory, Závoř) je malá vesnice, část obce Maletín v okrese Šumperk. Nachází se asi 1,5 km na severovýchod od Maletína. V roce 2009 zde bylo evidováno 32 adres. V roce 2001 zde trvale žilo 17 obyvatel.
Javoří leží v katastrálním území Javoří u Maletína o rozloze 3,22 km2.

## Historie
První písemná zmínka o obci pochází z roku 1317.

## Pamětihodnosti
- Dva smírčí kříže